# Neuvy-sur-Loire
Pour les articles homonymes, voir Neuvy.
Neuvy-sur-Loire est une commune française située dans le département de la Nièvre, en région Bourgogne-Franche-Comté. Elle est traversée par la route D 907, ancienne route nationale 7.

## Géographie

### Localisation
Neuvy-sur-Loire est la commune la plus occidentale du département ainsi que la moins élevée avec une altitude minimale de 132 m.

### Climat
Pour des articles plus généraux, voir Climat de la Bourgogne-Franche-Comté et Climat de la Nièvre.
En 2010, le climat de la commune est de type climat océanique dégradé des plaines du Centre et du Nord, selon une étude du Centre national de la recherche scientifique s'appuyant sur une série de données couvrant la période 1971-2000. En 2020, Météo-France publie une typologie des climats de la France métropolitaine dans laquelle la commune est exposée à un climat océanique altéré et est dans la région climatique Centre et contreforts nord du Massif Central, caractérisée par un air sec en été et un bon ensoleillement.
Pour la période 1971-2000, la température annuelle moyenne est de 10,9 °C, avec une amplitude thermique annuelle de 15,6 °C. Le cumul annuel moyen de précipitations est de 711 mm, avec 11,1 jours de précipitations en janvier et 7,3 jours en juillet. Pour la période 1991-2020, la température moyenne annuelle observée sur la station météorologique de Météo-France la plus proche, « Léré », sur la commune de Léré à 6 km à vol d'oiseau, est de 11,6 °C et le cumul annuel moyen de précipitations est de 710,5 mm. 
La température maximale relevée sur cette station est de 41,9 °C, atteinte le 25 juillet 2019 ; la température minimale est de −13,3 °C, atteinte le 9 février 2012,,.
Les paramètres climatiques de la commune ont été estimés pour le milieu du siècle (2041-2070) selon différents scénarios d'émission de gaz à effet de serre à partir des nouvelles projections climatiques de référence DRIAS-2020. Ils sont consultables sur un site dédié publié par Météo-France en novembre 2022.

## Urbanisme

### Typologie
Au 1er janvier 2024, Neuvy-sur-Loire est catégorisée bourg rural, selon la nouvelle grille communale de densité à sept niveaux définie par l'Insee en 2022.
Elle est située hors unité urbaine. Par ailleurs la commune fait partie de l'aire d'attraction de Cosne-Cours-sur-Loire, dont elle est une commune de la couronne,. Cette aire, qui regroupe 30 communes, est catégorisée dans les aires de moins de 50 000 habitants,.

### Occupation des sols
L'occupation des sols de la commune, telle qu'elle ressort de la base de données européenne d’occupation biophysique des sols Corine Land Cover (CLC), est marquée par l'importance des territoires agricoles (77,6 % en 2018), en diminution par rapport à 1990 (82,5 %). La répartition détaillée en 2018 est la suivante : terres arables (53,5 %), prairies (12,3 %), zones agricoles hétérogènes (11,7 %), zones urbanisées (8,6 %), forêts (8,1 %), eaux continentales (3,9 %), milieux à végétation arbustive et/ou herbacée (1,8 %). L'évolution de l’occupation des sols de la commune et de ses infrastructures peut être observée sur les différentes représentations cartographiques du territoire : la carte de Cassini (XVIIIe siècle), la carte d'état-major (1820-1866) et les cartes ou photos aériennes de l'IGN pour la période actuelle (1950 à aujourd'hui).

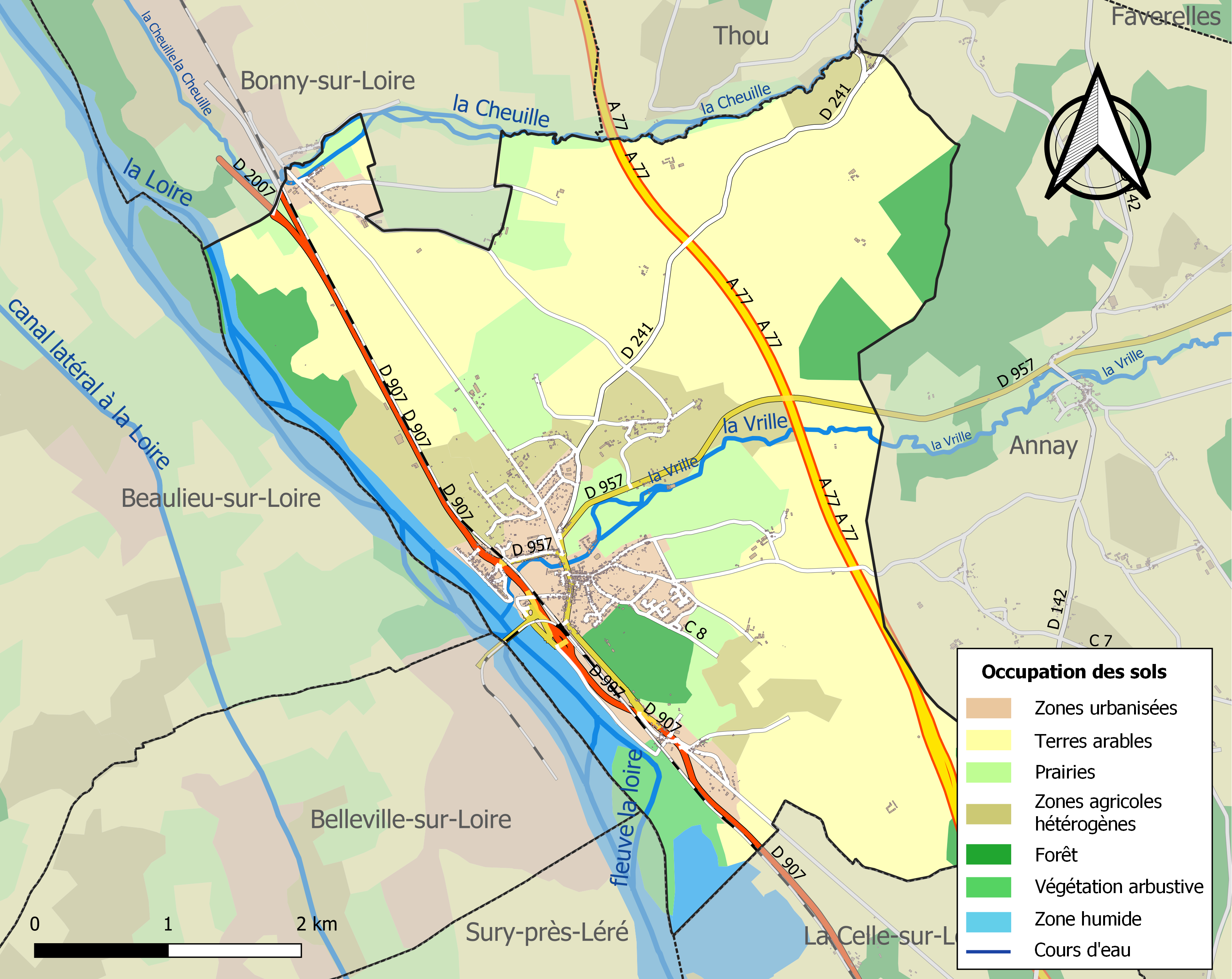
Carte des infrastructures et de l'occupation des sols de la commune en 2018 (CLC).

## Politique et administration

### Liste des maires

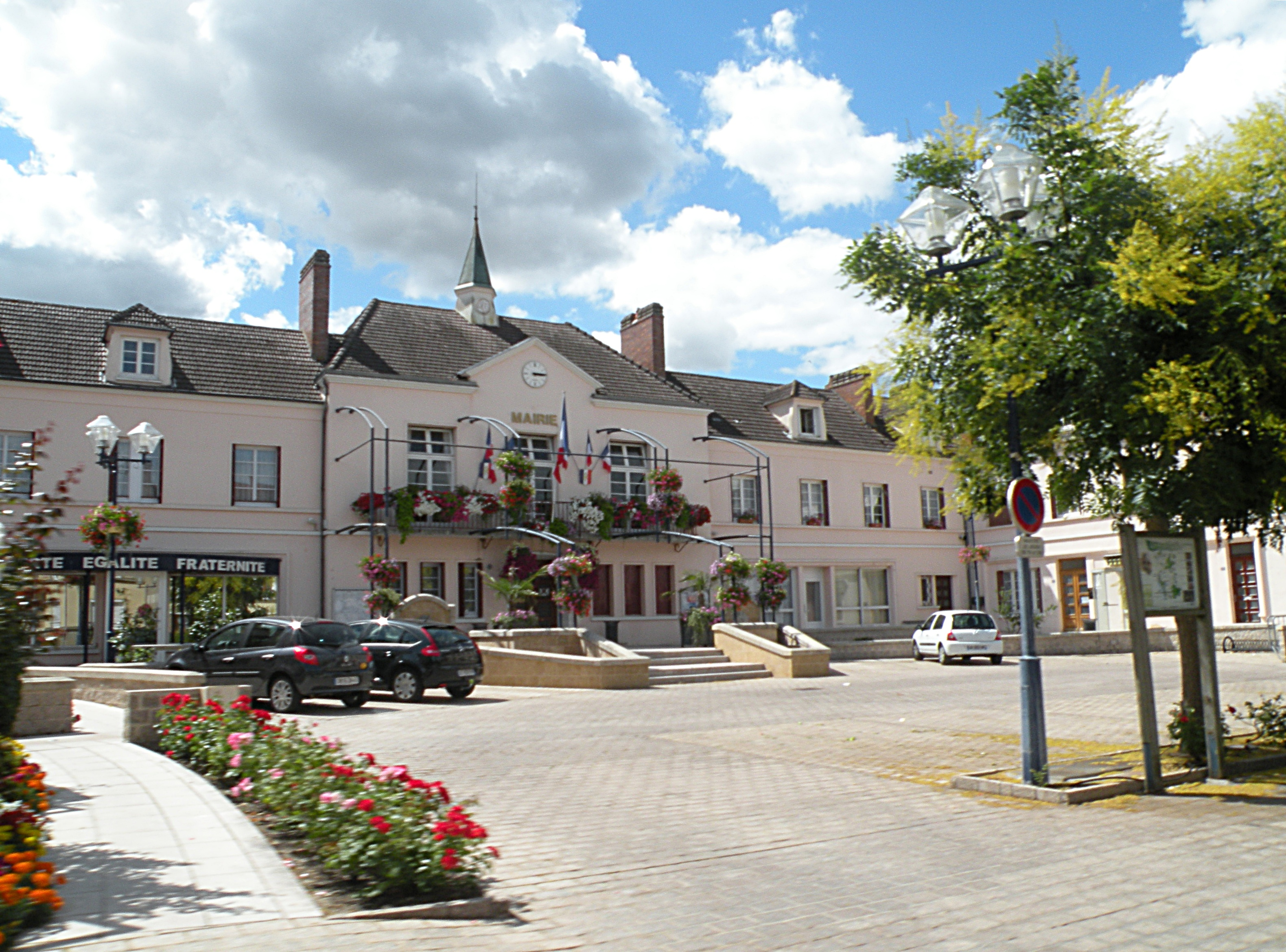
La mairie.

| Période                                  | Période                    | Identité           | Étiquette | Qualité                                         |
| ---------------------------------------- | -------------------------- | ------------------ | --------- | ----------------------------------------------- |
| Les données manquantes sont à compléter. |                            |                    |           |                                                 |
| 1995                                     | mars 2008                  | Jean-Claude Martel | DVG       |                                                 |
| mars 2008                                | septembre-octobre 2017     | Nadia Sollogoub    | DVD       | Mère au foyer Élue sénatrice UC en 2017         |
| octobre 2017                             | En cours (au juillet 2018) | Patrick Bondeux    | DVD       | Ingénieur, conseiller départemental depuis 2021 |

## Démographie
L'évolution du nombre d'habitants est connue à travers les recensements de la population effectués dans la commune depuis 1793. Pour les communes de moins de 10 000 habitants, une enquête de recensement portant sur toute la population est réalisée tous les cinq ans, les populations de référence des années intermédiaires étant quant à elles estimées par interpolation ou extrapolation. Pour la commune, le premier recensement exhaustif entrant dans le cadre du nouveau dispositif a été réalisé en 2007.

En 2022, la commune comptait 1 428 habitants, en évolution de −2,53 % par rapport à 2016 (Nièvre : −3,28 %, France hors Mayotte : +2,11 %).
| 1793  | 1800  | 1806  | 1821  | 1831  | 1836  | 1841  | 1846  | 1851  |
| ----- | ----- | ----- | ----- | ----- | ----- | ----- | ----- | ----- |
| 1 220 | 1 097 | 1 135 | 1 312 | 1 352 | 1 447 | 1 496 | 1 588 | 1 670 |

| 1856  | 1861  | 1866  | 1872  | 1876  | 1881  | 1886  | 1891  | 1896  |
| ----- | ----- | ----- | ----- | ----- | ----- | ----- | ----- | ----- |
| 1 582 | 1 980 | 1 817 | 1 625 | 1 766 | 1 630 | 1 610 | 1 529 | 1 436 |

| 1901  | 1906  | 1911  | 1921  | 1926  | 1931  | 1936  | 1946  | 1954  |
| ----- | ----- | ----- | ----- | ----- | ----- | ----- | ----- | ----- |
| 1 429 | 1 471 | 1 460 | 1 369 | 1 227 | 1 220 | 1 265 | 1 041 | 1 125 |

| 1962  | 1968  | 1975  | 1982  | 1990  | 1999  | 2006  | 2007  | 2012  |
| ----- | ----- | ----- | ----- | ----- | ----- | ----- | ----- | ----- |
| 1 140 | 1 147 | 1 128 | 1 113 | 1 333 | 1 356 | 1 413 | 1 423 | 1 490 |

| 2017  | 2022  | - | - | - | - | - | - | - |
| ----- | ----- | - | - | - | - | - | - | - |
| 1 438 | 1 428 | - | - | - | - | - | - | - |

## Culture locale et patrimoine

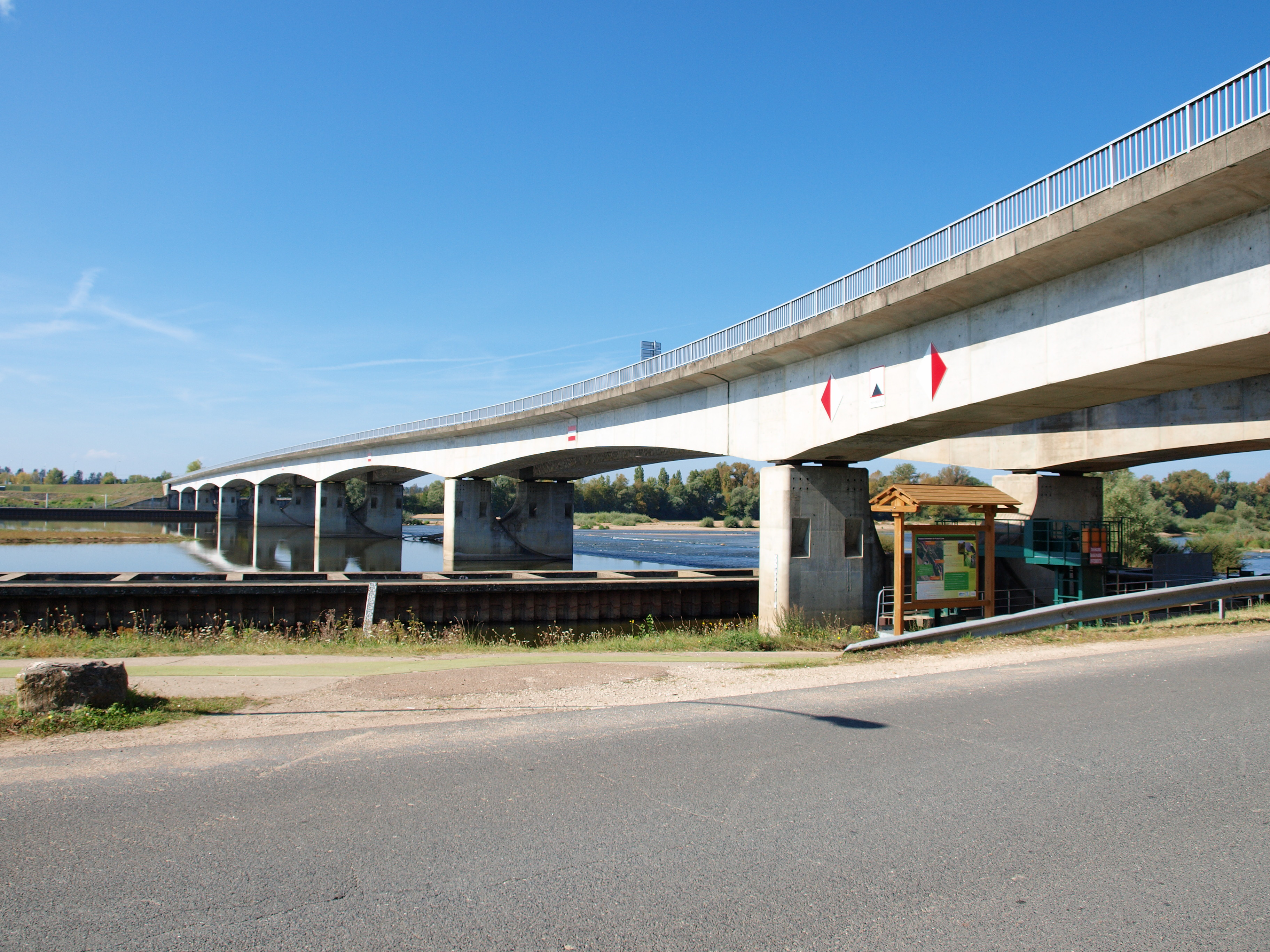
Le pont en 2014.

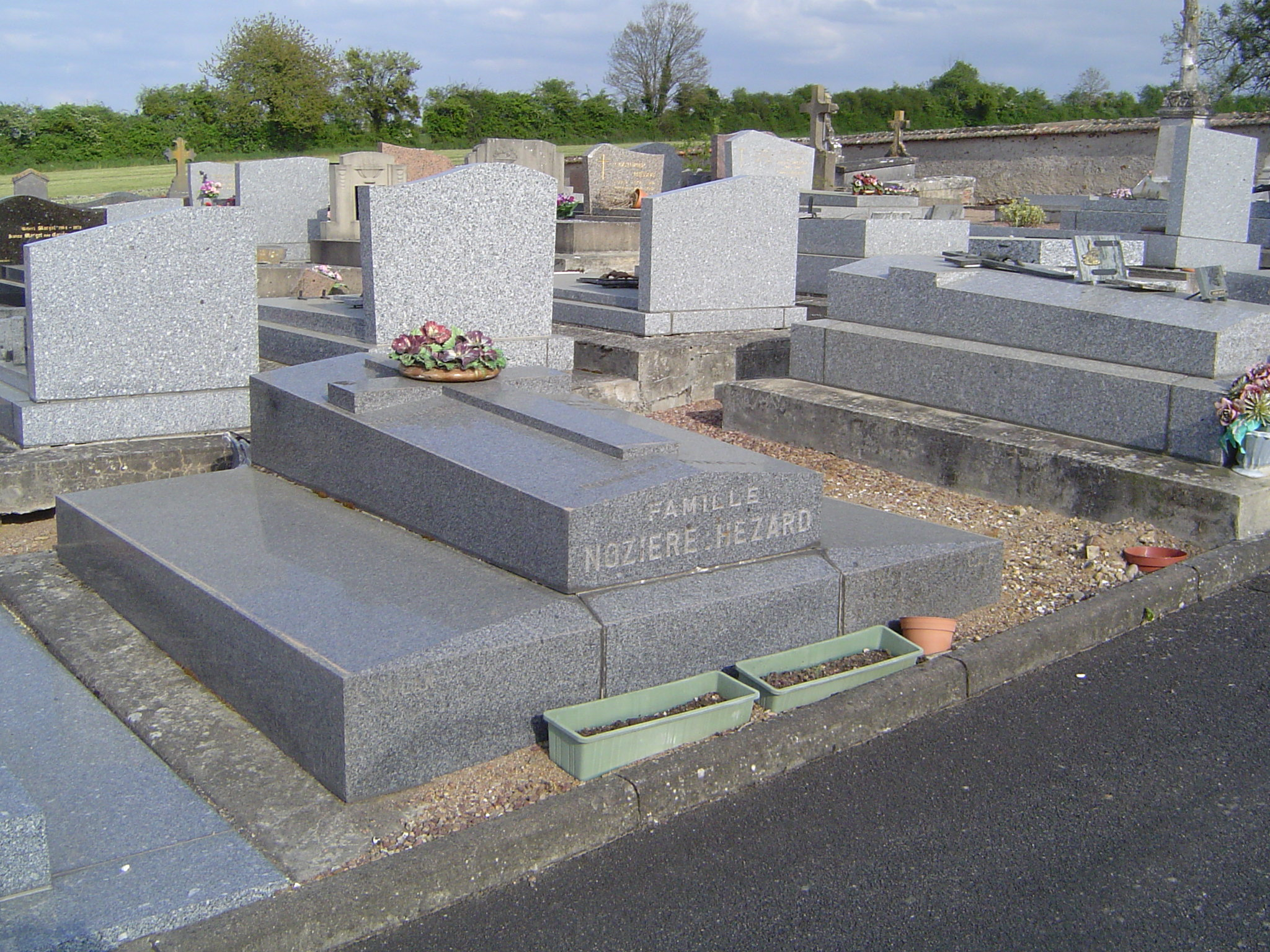
Tombeau de Violette Nozière.

### Lieux et monuments
- La gare de Neuvy-sur-Loire, désaffectée à la fin du XXe siècle, est célèbre pour avoir servi de modèle pour la maquette de la gare du train miniature de la marque Jouef[17].
- Le pont routier de 410 m traversant la Loire et permettant de rejoindre Belleville-sur-Loire dans le Cher et sa centrale nucléaire en rive gauche.
- Le monument aux morts érigé en 1921, situé rue Jean-Jaurès. Il est surmonté de la statue La Victoire en chantant, réalisée par Charles Édouard Richefeu.

### Personnalités liées à la commune
- Georges Halais, né en 1893 sur la commune.
- Violette Nozière (1915-1966) y naquit.